# Batalha de Port Arthur
A Batalha de Port Arthur (旅順口海戦, Ryojunkō Kaisen) foi a batalha inicial da Guerra Russo-Japonesa. Ela começou com um ataque noturno surpresa por um esquadrão de contratorpedeiros japoneses contra a frota russa ancorada em Port Arthur, Manchúria, e continuou com um grande combate de superfície na manhã seguinte. A batalha não teve um final conclusivo, e mais escaramuças continuaram até maio de 1904. Perder em Port Arthur para os japoneses era não apenas inconcebível para o mundo em geral mas também repleto de circunstâncias terríveis para o regime Imperial russo (especialmente para o Czar Nicolau II). O povo russo, da nobreza até os servos recém-emancipados, perdeu confiança nos militares; esta foi uma causa direta da Revolução Russa de 1905, e é mais bem lembrada do que as derrotas ainda mais desastrosas da Primeira Guerra Mundial.

## Antecedentes
A Guerra Russo-Japonesa começou com um ataque preventivo pela Marinha Imperial Japonesa contra a frota do Pacífico russa baseada em Port Arthur e em Chemulpo. O plano inicial do vice-almirante Tōgō Heihachirō era atacar Port Arthur com a 1ª Divisão da Frota Combinada, que consistia em seis encouraçados, liderados pela capitânia Mikasa e a 2ª Divisão, que consistia em cruzadores blidados. Esses navios estavam acompanhados por 15 contratorpedeiros e 20 navios menores. Na reserva, estavam os cruzadores. Com essa força grande, bem treinada e bem armada, e com o fator surpresa ao seu lado, o Almirante Togo esperava causar um grande dano para a frota russa logo após o rompimento das relações diplomáticas entre os governos japonês e russo.
Do lado russo, o vice-almirante Oskar Starck tinha os encouraçados auxiliados pelos cruzadores leves ou cruzadores protegidos, todos baseados sob a proteção da base naval fortificada de Port Arthur. No entanto, as defesas de Port Arthur não eram tão fortes quanto se esperava, com poucas baterias de artilharia de costa operacionais, fundos para melhorar as defesas foram desviados para as proximidades de Dalian, e a maioria dos oficiais estavam celebrando em uma festa organizada pelo Almirante Stark na noite de 9 de fevereiro de 1904.
Como o Almirante Togo recebeu informações falsas de espiões locais de Port Arthur de que as guarnições dos fortes que protegiam o porto estavam em alerta máximo, ele não estava disposto a arriscar seus preciosos navios à artilharia russa e, por isso, reteve sua frota principal da batalha. Ao invés disso, as forças de destróiers foi dividida em dois esquadrões de ataque, um para atacar Port Arthur e outro para atacar a base russa em Dalian.

## Ataque noturno
Por volta das 22 horas e 30 minutos de 8 de fevereiro de 1904, o esquadrão de ataque a Port Arthur de 10 navios encontrou uma frota russa de patrulhamento. Os russos receberam ordem para não iniciar combate, e reportaram o contato para o quartel-general. No entanto, como resultado do encontro, dois destróiers japoneses colidiram e recuaram, com os restantes se dispersando. Por volta de 00h28 horas de 9 fevereiro de 1904, os primeiros quatro destróiers japoneses se aproximaram do porto de Port Arthur sem serem observados e lançaram um ataque de torpedo contra um cruzador russo (que foi atingido, pegou fogo e afundou) e o Retvizan (que teve seu casco furado). Os outros navios japoneses tiveram menos sucesso, muitos dos torpedos caíram as redes de torpedos que efetivamente preveniram que a maioria dos torpedos atingissem os pontos vitais dos navios russos. Outros destróiers chegaram muito tarde para se beneficiar do fator surpresa, fazendo seus ataques individualmente ao invés de em grupo. No entanto, eles foram capazes de danificar o mais poderoso navio da frota russa, o Tsesarevich. O destróier japonês Oboro fez o último ataque, por volta das 2 horas da madrugada, quando os russos estavam completamente acordados, e seus holofotes e artilharia fizeram qualquer ataque de torpedo impossível.
Apesar das condições ideais de um ataque surpresa, os resultados foram relativamente fracos. Dos dezesseis torpedos atirados, todos exceto três se perderam ou não explodiram. Mas a sorte também estava contra os russos pois dois dos três torpedos atingiram seus melhores navios o Retvizan e o Tsesarevich foram colocados fora de ação por semanas, assim como o cruzeiro protegido Pallada.

## Combate de superfície

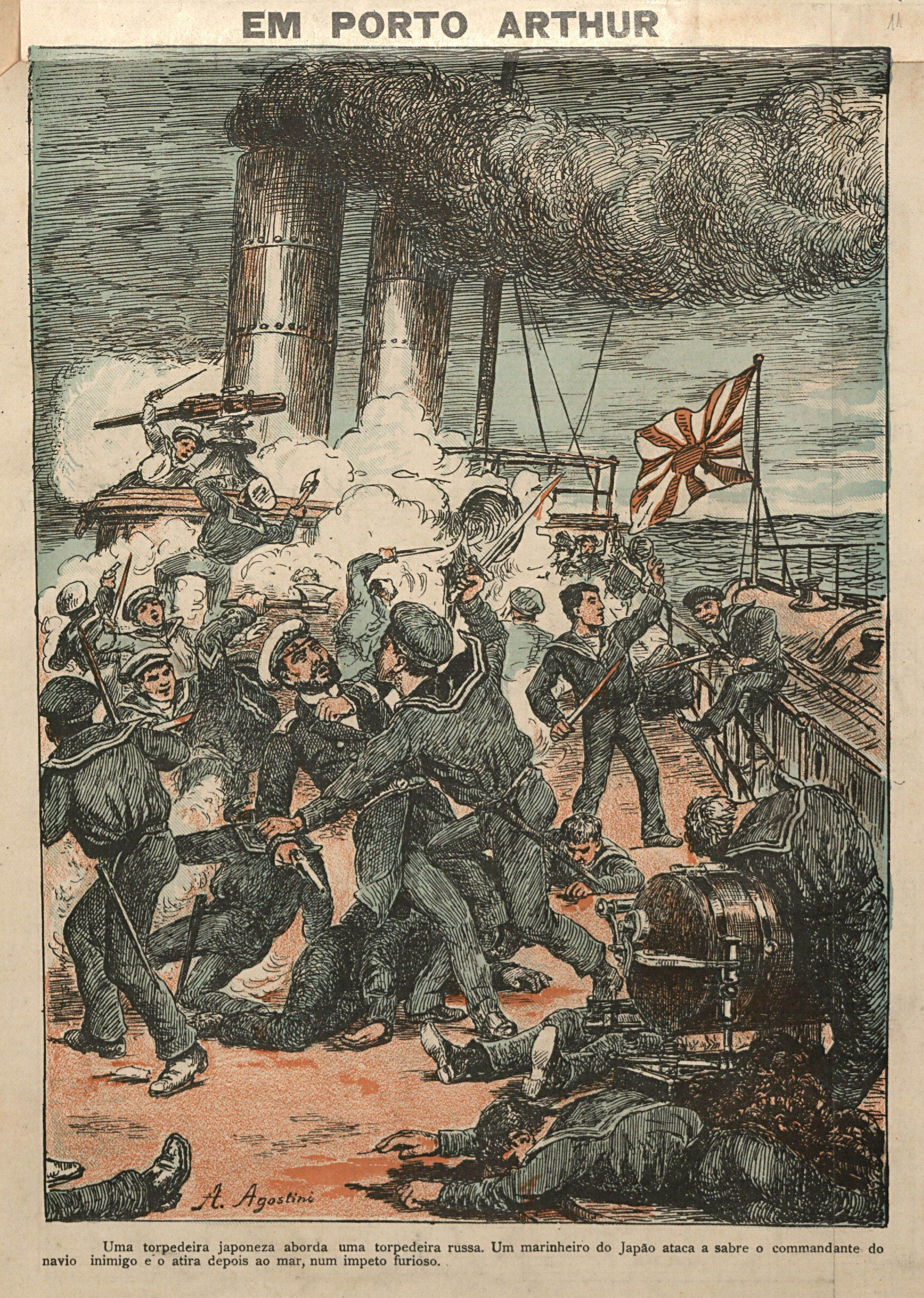
Uma torpedeira japonesa aborda uma torpedeira russa. Um marinheiro do Japão ataca a sabre o comandante do navio inimigo e o atira depois ao mar, num ímpeto furioso (Angelo Agostini, O Malho, 1904).

Após o ataque noturno, o Almirante Togo enviou seu subordinado, o Vice-Almirante Shigeto Dewa, com quatro cruzadores em uma missão de reconhecimento às 8 horas da manhã para observar a ancoragem de Port Arthur e para avaliar os danos. Às 9 horas, o Almirante Dewa estava perto o suficiente para ver a frota russa através da névoa da manhã. Ele observou 12 navios de guerra e cruzadores, três ou quatro danificados. Os navios menores fora da entrada do porto pareciam estar em desordem. Dewa se aproximou a cerca de 6,9 km do porto, mas como ninguém percebeu a presença dos navios japoneses, ele se convenceu que o ataque noturno paralisou com sucesso a frota russa, e enviou o relatório para o Almirante Togo.
Não sabendo que a frota russa estava pronta para a batalha, Dewa avisou o Almirante Togo que o momento era de extrema vantagem para a frota principal para um ataque rápido. Embora Togo preferisse atrair a frota russa para longe da proteção das baterias em terra, as conclusões otimistas de Dewa o fizeram acreditar que o risco era justificado. O Almirante Togo ordenou que a Primeira Divisão atacasse o porto, com a Terceira Divisão em reserva na retaguarda.
Ao aproximar de Port Arthur, os japoneses vieram ao encontro do cruzador russo Boyarin, que estava em patrulha. O Boyarin atacou o Mikasa de uma distância grande, depois se virou e fugiu. Por volta de meio-dia, por uma faixa de 5 milhas, o combate começou entre as frotas japonesas e russas. Os japoneses concentraram o fogo de seus canhões 12" nas baterias terrestres enquanto usavam os seus 8" e 6" contra os navios russos. A mira era ruim dos dois lados, mas os japoneses danificaram severamente o Novik, Petropavlovsk, Poltava, Diana e Askold. Entretanto, logo se tornou evidente que o Almirante Dewa cometeu um erro crítico, os russos se recuperaram do ataque inicial, e seus navios de batalha se moveram. Nos primeiros cinco minutos da batalha, o Mikasa foi atingido por um escudo ricocheteador, que se queimou sobre ele, ferindo o engenheiro chefe, o tenente e cinco outros oficiais e homens.
Às 12 horas e vinte minutos, o Almirante Togo decidiu dar meia voita e escapar da armadilha. Era uma manobra de alto risco que expôs a frota às baterias terrestres russas. Apesar da artilharia pesada, os navios de guerra japoneses completaram a manobra e rapidamente retiraram-se. O Shikishima, Mikasa, Fuji, e Hatsuse foram danificados, recebendo 7 tiros. Alguns tiros também foram feitos nos cruzadores do Almirante Hikonojo Kamimura quando eles atingiam o ponto de virada. Os russos, por sua vez, receberam cerca de 5 tiros, distribuídos entre os navios Petropavlavsk, Pobeda, Poltava, e Sevastopol. Ao mesmo tempo, o cruzador Novik chegou a 3 mil metros de distância dos cruzadores japoneses e lançou uma salva de torpedos. Todos se perderam embora o Novik tenha recebido um tiro grave no casco embaixo da água.

## Resultado
Embora a batalha naval de Port Arthur não tenha resultado em grandes perdas de navios de guerra, a Marinha Imperial Japonesa tinha sido expulsa do campo de batalha pelo fogo combinado de navios russos e baterias terrestres, assim atribuindo a eles uma pequena vitória. Os russos sofreram cerca de 150 mortes enquanto os japoneses tiveram 90. Apesar de nenhum navio ter afundado de ambos os lados, alguns foram danificados. Entretanto, os japoneses tinham instalações de reparo e dique seco em Sasebo onde os navios foram consertados, enquanto a frota russa tinha uma capacidade muito limitada de reparo em Port Arthur.
Era óbvio que o Almirante Dewa não tinha conseguido realizar sua missão de reconhecimento perto o suficiente, e uma vez que a situação verdade era aparente, a objeção do Almirante Togo para atacar o inimigo sob o fogo das baterias terrestres era justificado.
A declaração de guerra entre Japão e Rússia foi emitida em 10 de fevereiro de 1904, um dia depois da batalha. O ataque, realizado contra um inimigo despretensioso e despreparado em tempos de paz, foi muito comparado com a Batalha de Pearl Harbor.